# Ossaea micrantha
Ossaea micrantha là một loài thực vật có hoa trong họ Mua. Loài này được (Sw.) Macfad. ex Cogn. mô tả khoa học đầu tiên năm 1891.